# Dammbrücke (Berlin)
Die Dammbrücke ist ein Nachfolgebau des ersten Spreeüberweges im Berliner Ortsteil Köpenick, dessen Existenz aus dem Anfang des 15. Jahrhunderts urkundlich belegt ist. Die heutige Brücke wurde in den Jahren 1984 und 1985 als Spannbetonbrücke westlich des früheren Brückenbauwerkes errichtet.

## Geschichte
Frühzeitig hatten sich Menschen auf dem Gebiet des heutigen Ortsteils Köpenick an der Mündung von Dahme und Spree östlich von Berlin angesiedelt. Damit verbunden war auch die Entstehung erster einfacher Brücken, wie eine Urkunde zur Verleihung des Marktrechts an die Stadt Köpenick aus dem Jahr 1424 belegt. Kurfürst Friedrich I. ließ darin mitteilen:

„Im Betracht der Armut und der ‚Unfestigkeit’ an Brücken, Gräben usw., darin sich seine treuen Bürger zu Köpenick befänden, wolle er Fürsorge treffen, dass das Städtlein nicht in größere Armut und Baufälligkeit kommen möge.“

Eine spätere Einkommensquelle von Köpenick war die Erhebung von Brückengeld zu Lande und zu Wasser. Eine erste bildliche Darstellung der heute noch vorhandenen Langen Brücke (quert die Dahme) und der Dammbrücke (quert die Spree) ist auf einem Kupferstich aus dem Jahr 1652 überliefert, angefertigt von Caspar Merian. Die Dammbrücke ist dort als hölzerne Jochbrücke ohne Geländer zu sehen mit einem aufklappbaren Mittelstück zur Passage der Schiffe. Beidseitig befanden sich Torhäuser.

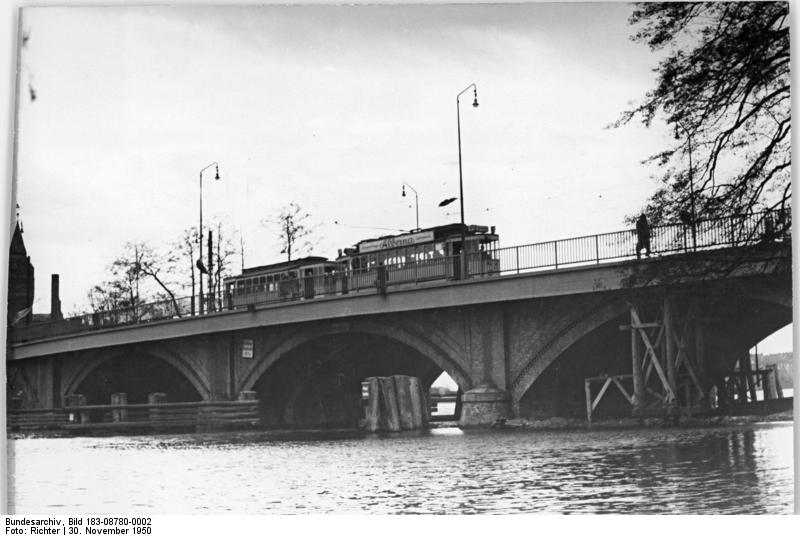
Dammbrücke aus dem Jahr 1892, 1950 repariert

Mit dem Wachstum der Stadt Köpenick im 19. Jahrhundert nahm sowohl der Landverkehr als auch der Ausflugsverkehr zu Wasser stark zu, die vorhandenen Brücken bildeten zunehmend Hindernisse. Die Stadtverwaltung stellte ab 1890 Geld und Baukapazität bereit, um die beiden Brücken als steinerne Bauwerke ohne Klappen neu zu errichten. Der Potsdamer Wasserbauinspektor und Baurat Gustav Tolkmitt (1847–1900) wurde mit Entwurf und Planung beauftragt, er schrieb dazu:

„Die erforderliche Durchflußbreite ergab sich für beide Brücken gleich groß, nämlich zu 54 m, und da auch die Wasserstände genau übereinstimmten, so konnten beide Bauwerke gleiche Größe und Form der Durchlaßöffnungen erhalten. Gewählt wurden je drei gleich große und gleich hohe Öffnungen, welche daher sämtlich für die Schiffahrt benutzbar sind. Dadurch ist dieser die große Erleichterung zuteil geworden, daß das frühere Warten und Drängen vor der Brücke aufgehört hat, und es sind sogar die Segelschiffer mit der neuen Lage durchaus zufrieden.“

Die erste steinerne Spreebrücke in Köpenick wurde am 3. Mai 1893 dem Verkehr übergeben. Die gemauerte Korbbogenbrücke besaß drei gleiche Gewölbe von je 20 Meter lichter Weite. Sie hatte eine Länge von 72,6 Meter und eine Gesamtbreite von 12,0 Meter. Der morastige Untergrund erforderte besonders sorgfältige Arbeiten für die Gründung und die drei mittels Klinkern hergestellten Bögen. Die Fahrbahn erhielt eine Steinpflasterung und musste neben dem Wagenverkehr auch die Pferdebahn aufnehmen. Ein gusseisernes Geländer und hohe eiserne Brückenleuchten bildeten etwas Zierrat.

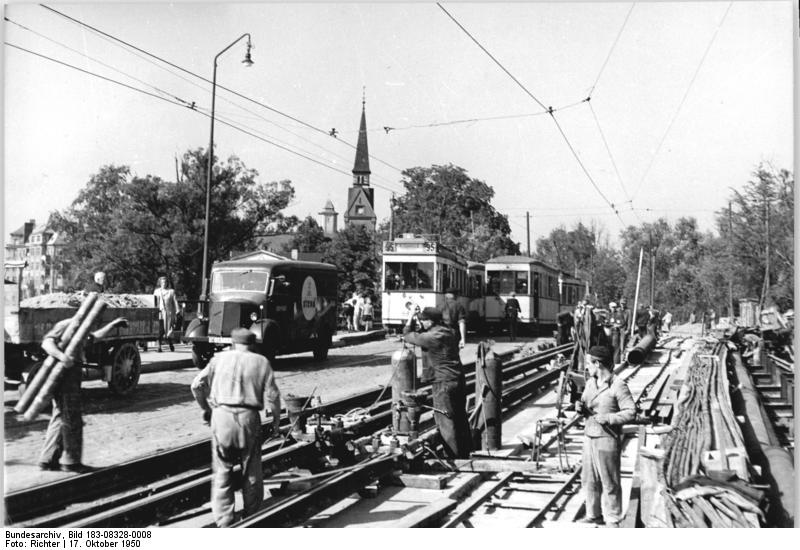
Letzte Reparaturarbeiten am Brückenbelag der Dammbrücke, Oktober 1950

Im Zweiten Weltkrieg gegen Ende der Schlacht um Berlin sollte die Wehrmacht die Dammbrücke sprengen, um den Vormarsch der Roten Armee zu behindern. Dies wurde durch die Pfarrersfrau Alide Ratsch verhindert. Diese setzte sich mutig mit den mit der Ausführung dieses Befehls beauftragten Wehrmachtsoffizieren auseinander. Damit gelang es ihr, die Zerstörung der Dammbrücke zu verhindern. Womöglich weil Karl Henkner den Befehl zur Sprengung der Langen Brücke nicht ausführte, fand der sonst zu befürchten gewesene Beschuss der Altstadt Köpenick nicht statt.
Im Jahr 1950 erfolgte durch Anbringung seitlicher stählerner Gehbahnen eine Verbreiterung der Brücke auf 15 Meter. Die stetige Nutzung und die wenigen Erhaltungsarbeiten führten in den folgenden Jahrzehnten zu irreparablen Schäden am Brückenbauwerk, insbesondere wurden im Mittelteil große Risse festgestellt. Der Ost-Berliner Magistrat beschloss schließlich 1983 einen Neubau der Dammbrücke neben dem alten Bauwerk, das nachfolgend abgetragen wurde.

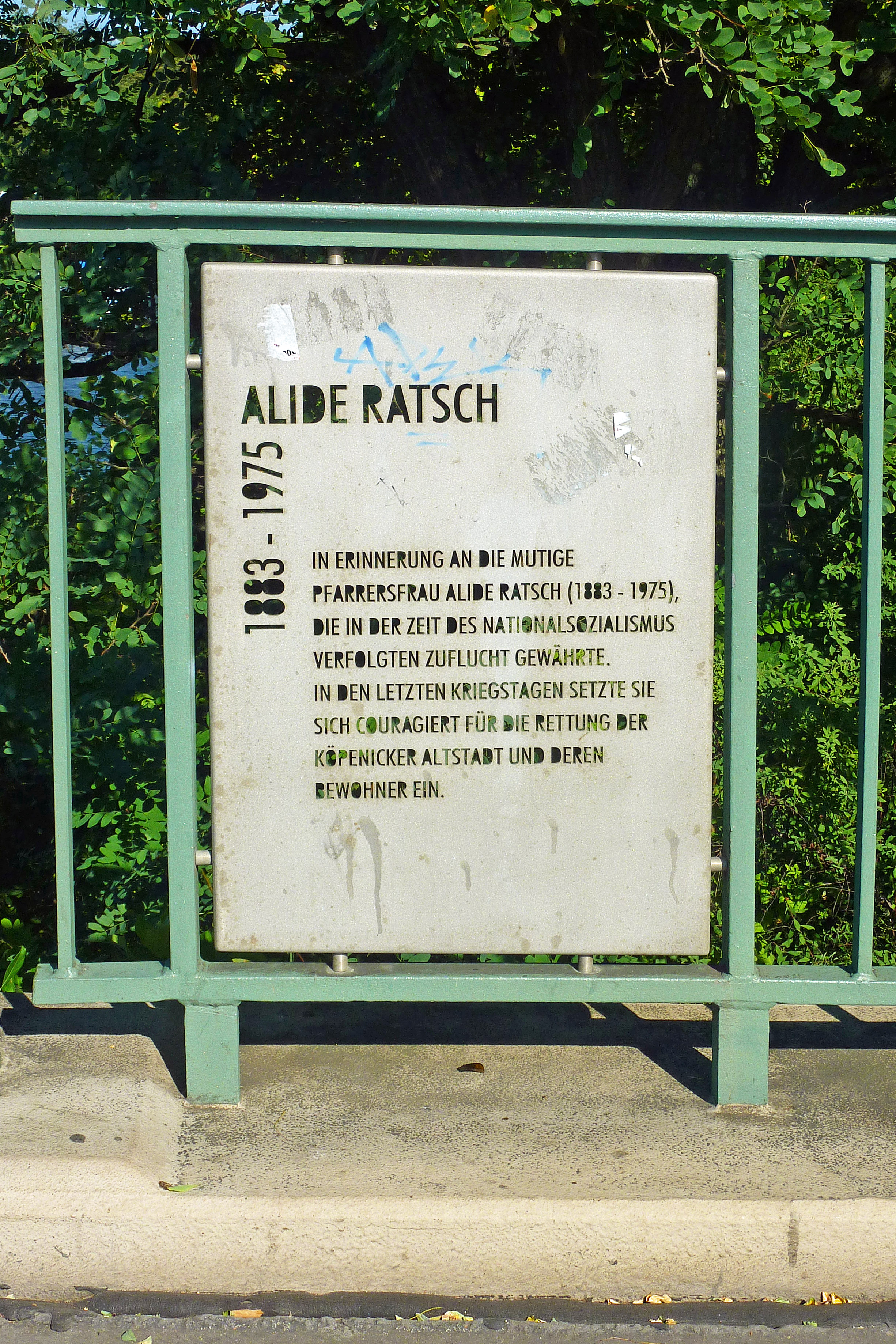
Gedenktafel für Alide Ratsch

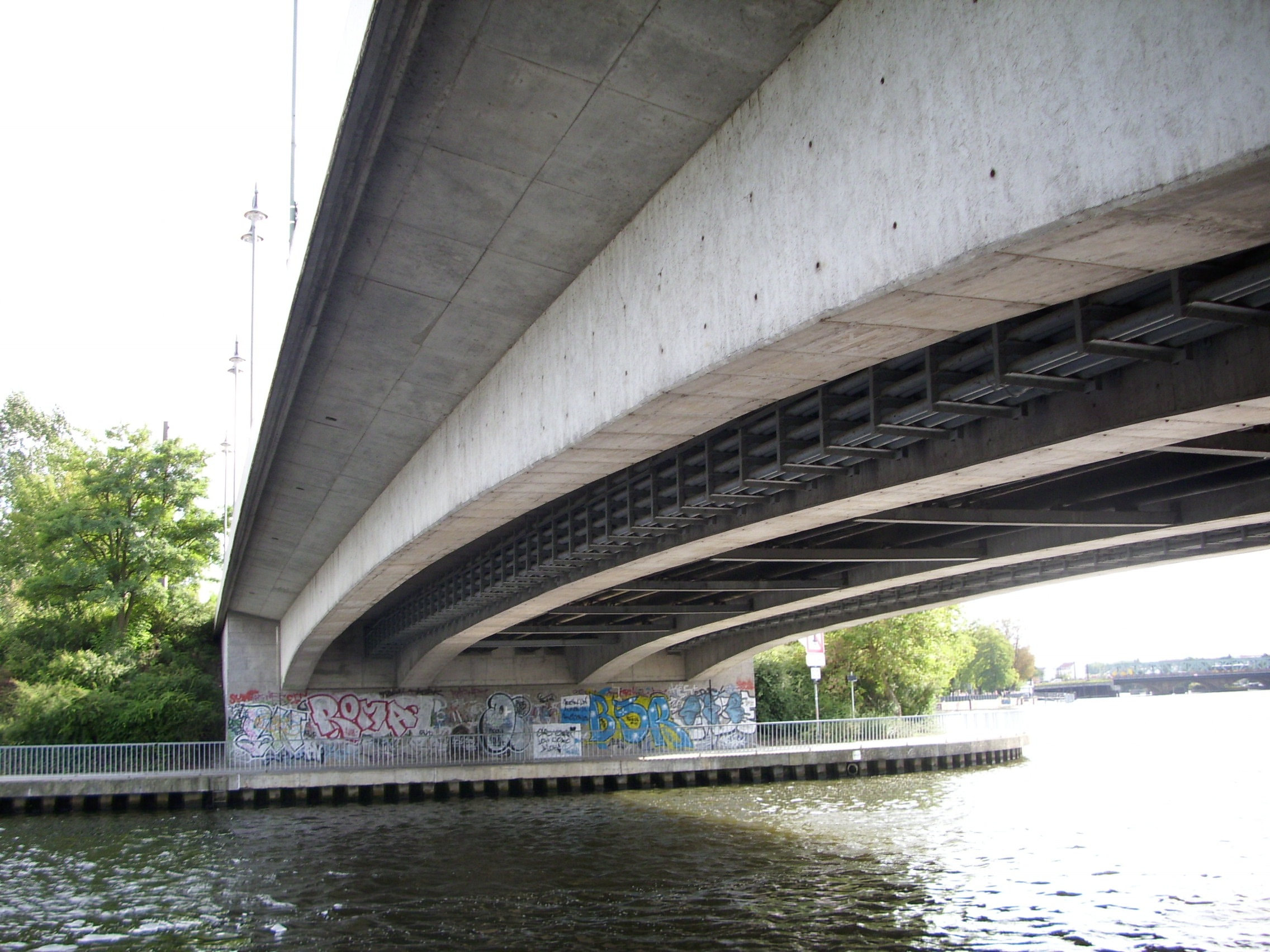
Dammbrücke, Untersicht

Die im April 1986 für den Verkehr freigegebene neue Brücke erfüllte mit den gewählten Maßen die Forderungen der Schifffahrt von einer Mindestdurchfahrtsbreite von 40 Meter und einer Mindestdurchfahrtshöhe von 4,5 Meter und bezüglich der Brückenlasten auch die Anforderungen für den Straßenverkehr inklusive Nutzung durch die Straßenbahn. Mittels einer Betonwerksteinverkleidung der Widerlagerflächen und besonders geformter Leuchten und Geländer erhielt die neue Dammbrücke einen sparsamen Schmuck.
Nach der politischen Wende ließ die nun zuständige Senatsverwaltung für Stadtentwicklung die Brücke für 2,5 Millionen Mark (kaufkraftbereinigt in heutiger Währung: rund 2,1 Millionen Euro) ein Jahr lang sanieren, seit dem Frühjahr 1996 kann der Verkehr wieder ungehindert rollen. Am Metallgeländer wurden wohl bei diesen Sanierungsarbeiten paarig angeordnete Bronzeplatten als weiterer Schmuck angebracht, die zur Wasserseite hin ein geometrisches plastisches Ornament darstellen.